# Essunga kyrkby
Essunga kyrkby is een plaats in de gemeente Essunga in het landschap Västergötland en de provincie Västra Götalands län in Zweden. De plaats heeft 169 inwoners (2005) en een oppervlakte van 47 hectare.